# Exército paleólogo

Bandeira Imperial

O exército paleólogo foi uma força militar do Império Bizantino que surgiu em finais do século XIII prolongando-se até meados do século XV, sob a Dinastia Paleóloga. O exército foi uma continuação direta do exército das forças do Império de Niceia, que por sua vez consistia num formidável componente fragmentado do exército comneno. Sob o primeiro imperador paleólogo Miguel VIII Paleólogo, o exército passou a ter um carácter mais ofensivo, e as forças navais foram reforçadas com o acréscimo de centenas de marinheiros qualificados e cerca de 80 navios. Devido à falta de bases para apoiar o exército, o Império necessitou de recrutar um grande número de mercenários.
Depois de Andrónico II subir ao trono, a estrutura do exército debilitou-se e os bizantinos passaram a sofrer regulares derrotas às mãos dos seus inimigos orientais, apesar de continuarem a ter sucesso contra cruzadas em territórios na Grécia. Aproximadamente em 1350, a insuficiente organização fiscal e o incompetente governo central do Império fizeram aumentar as tropas, e os suprimentos para os manter tornou-se tarefa quase impossível, pelo que o Império viu-se forçado a contar com tropas fornecidas pelos sérvios, búlgaros, venezianos, latinos, genoveses e turcos para combaterem nas guerras civis o que durou a maior parte do século XIV. No entanto, estes últimos enquanto inimigos foram bem sucedidos em estabelecer uma base de operações na Trácia. No momento em que a guerra civil havia terminado, os turcos cindiram Constantinopla; a capital do império separou-se da terra circundante e em 1453 a última batalha decisiva foi travada pelo exército paleólogo quando a capital foi invadida a 29 de maio do mesmo ano.

## História
Tal como as forças comnenas, o exército paleólogo manteve a mesma estrutura militar no que respeita ao número de soldados e seus oficiais. No entanto, o aumento das tropas restringiu-se aos limites territoriais. Na Anatólia, o apoio local concedido aos conquistadores otomanos crescia diariamente, enquanto que na Grécia, a devastação pelos estados cruzados, Sérvia, Bulgária e, anteriormente, pelo império angevino arruinavam a região - a maior fonte de recursos humanos para Bizâncio. Após 1261, o exército principal era composto por 6 000 homens, enquanto que o número total de soldados em terra  nunca excedeu os 10 000 homens.
Frente a isto, Miguel VIII Paleólogo procurou ansiosamente uma aliança com os mongóis, que eram favoráveis ao cristianismo, considerando que grande parte deles eram cristãos nestorianos. Miguel assinou um tratado em 1263 com cã mongol da Horda Dourada e casou duas das suas filhas (as quais eram filhas da concubina Diplobatatzaina) com os reis mongóis; Eufrósine Paleóloga casou-se com Nogai da Horda de Ouro, e a segunda, Maria Paleóloga casou-se com Abaca (r. 1265–1282) de Ilcanato, Pérsia. Na troca da aliança, Nogai ofereceu a Miguel VIII Paleólogo vários mercenários. Com isto, o número total de tropas sob comando de Miguel VIII aumentou para cerca de 20 mil homens; 15 mil na fronteira bizantina, enquanto que a guarnição da cidade subiu para um número de 5 mil.
A sua aliança com os mongóis foi também propícia ao seu filho Andrónico II, que em 1308, com a ajuda destes, decidiu recuperar vários povos bizantinos do antigo Reino da Bitínia, o qual foi ocupado pelos turcos. Entretanto, os turcos haviam derrotado finalmente Ilcanato, e após a sua derrota, os bizantinos não poderiam mais contar com a ajuda de Ilcanato, que viria a adoptar o Islão, ameaçando o domínio de todo o Irão.
Sob o governo de Andrónico II, os mais bem preparados elementos do exército foram desmobilizados em favor de outros mal treinados e menos dispendiosos da milícia. O imperador diminuiu toda a força do exército para 4 000 homens em 1320, e um anos depois, o exército oficial do império caiu para apenas 3 000 homens. Mesmo que o antigo reino tenha decrescido consideravelmente no reinado de Andrónico III, este conseguiu equipar um exército de 4 000 homens para a batalha contra os otomanos. Em 1453, o exército bizantino tinha caído para uma guarnição regular de 1 500 homens em Constantinopla. Mas, fruto de um considerável esforço, Constantino XI Paleólogo  conseguiu armar uma força de 7 000 soldados (incluindo 2 000 estrangeiros) para defender a cidade do exército otomano.
As tropas bizantinas consistiam, igualmente, de cavalaria, infantaria e arqueiros. Desde que Trebizonda foi derrotada, polovetsianos e turcos foram utilizados nas unidades de cavalaria e arqueiros. Na era Paleóloga, o principal termo do regimento de soldados do exército bizantino era allagion. Do Palácio e unidades de guarda imperial, estavam incluídas a guarda varegue, o obscuro regimento Paramonas e os Vardariotas.

### Mercenários
Após Constantinopla ter sido retomada, o exército de Miguel VIII prosseguiu com a campanha na Grécia, garantindo que o exército de Niceia, uma dispendiosa e eficaz força especial do exército comneno, permanecesse no campo. Sob comando de Andrónico II, o exército foi reduzido a um número ínfimo de soldados - tropas mercenárias foram dispensadas para poupar dinheiro e baixar os impostos sobre a então descontente população. Por outro lado, o uso de soldados mal equipados e indisciplinados da milícia deparou-se com a substituição dos soldados especializados. Isto resultou em perdas bizantinas na Ásia Menor que ocorreram principalmente sob a ordem de Andrónico II.
Em 1302, o foco das despesas militares retornou para os mercenários, principalmente os de almogávares da Companhia Catalã. O líder militar da infantaria foi, porém, assassinado e a companhia regressou a Trácia e Grécia onde derrubaram os estado cruzado Ducado de Atenas que enfraqueceu seriamente o domínio grego, de modo que nos dois lados de Bósforo, o império ficou prejudicado. Mesmo assim, os mercenários continuaram a ser usados após o reinado de Andrónico II. Ironicamente, a política do sucessor de Andrónico de fazer uso de vários soldados estrangeiros esvaziaria os cofres de Bizâncio, tal como o ocorrido com Andrónico II. O emprego de sérvios, búlgaros e turcos de Aidim e de otomanos abriu as portas de Bizâncio a mais incursões de estrangeiros. A implementação de até 20 000 soldados turcos do domínio otomano para apoiar a Grécia só preveniu futuras conquistas da área.
Desde que Bizâncio se tornava cada vez mais incapaz de erguer um exército "leal" grego, estrangeiros como os Cavaleiros de Rodes, venezianos, genoveses e os italianos foram  somados às forças de combate de Bizâncio. Uma vez que o tesouro imperial faliu após c. 1350, as forças militares de estrangeiros lutaram apenas por motivos políticos e até mesmo em guerras civis, quando deveriam reforçar a posição de Bizâncio.
Numericamente fraco e incapaz de proteger eficazmente as suas fronteiras, o exército bizantino no século XIV, tornar-se-ia simplesmente numa sombra daquilo que outrora havia sido. O historiador Nicéforo Gregoras, observa que o território havia-se transformado numa "piada do mundo", que em 1329 era composto apenas por mercadores e artesãos, cujo único objetivo era fugir de possíveis atentados.
No século XIV, um monge anónimo de Magnésia escreveu sobre os exércitos bizantinos:
| “ | Estes não eram mais os exércitos organizados e bem disciplinados de então, mas uma multidão liderada por arrogantes homens que oprimiam o povo, que se esqueceu da sua função enquanto protetores. Estes líderes no comando não inspiravam qualquer respeito. Eram fracos e efeminados com os seus comportamentos cobardes, estúpidos, licenciosos, insolentes, dissolutos, predadores, homens traiçoeiros que saqueavam os bens de outros e deixavam os campos, jardins, vinhas e florestas devastadas; homens que só sabem destruir aqueles que são mais fracos do que eles. | ” |

O pouco existente do exército era maioritariamente composto pela nobreza pronoária (dínatos) e paroikoi ou camponeses dependentes, para além de um punhado de tropas regulares e um número cada vez maior de mercenários. O serviço militar estava ainda dependente de muitos povos e arcontes não pronoários. No entanto, estas duas classes foram ao longo dos tempos isentas das várias obrigações.

## Estratégia
A principal estratégia do Império Bizantino teve como objetivo fazer o maior uso de um exército em desvantagem numérica. O utilização de fortificações nas fronteiras atalhava o tempo suficiente uma força invasora, permitindo que o exército imperial pudesse agir em defesa do território. Como exemplo disto, em maio de 1281, quando Tarcaniota foi enviado por Miguel VIII para socorrer a cidade de Berate, conseguindo conduzir Carlos I da Sicília para longe da fortaleza.